# DXC Technology Maroc
DXC Technology Maroc est une entreprise de Services IT dont le siège se trouve dans la technopole de Rabat, Technopolis. Il s’agit d’une coentreprise du groupe DXC Technology et de la Caisse de dépôt et de gestion du Maroc.
Précédemment connue sous le nom EDS CDG IT Services Maroc, puis HP CDG IT Services Maroc, DXC Technology au Maroc est née à la suite d'un partenariat entre EDS et la Caisse de Dépôt et de Gestion en 2007 ; la nouvelle dénomination a pris effet le 3 avril 2017 à la suite de la naissance de DXC Technology à travers une fusion entre Hewlett Packard Enterprise (HPE) et Computer Sciences corporation (CSC).